# Flint Firebirds
Flint Firebirds är ett amerikanskt proffsjuniorishockeylag som är baserat i Flint, Michigan och spelar i den nordamerikanska proffsjuniorligan Ontario Hockey League (OHL) från och med säsong 2015-2016. Firebirds har sitt ursprung från Detroit Compuware Ambassadors som bildades 1990 för spel i Tier 1 Elite Hockey League, det varade dock bara till 1992 när ägaren Peter Karmanos, Jr. valde byta namn till Detroit Junior Red Wings i och med det samarbete de hade med NHL-organisationen Detroit Red Wings och anslöt sig till OHL. Under 1994 ville Karmanos, Jr. förvärva Detroit Red Wings från ägaren Mike Ilitch men det hela fallerade på förhandlingsbordet och relationerna mellan Junior Red Wings och Red Wings blev allt sämre på grund av det. 1995 valde Karmanos, Jr. bryta all samarbete med Red Wings. Ilitch svarade med att sparka ut laget från deras hemmaarena Joe Louis Arena. Detroit Junior Red Wings blev istället Detroit Whalers, laget fick sitt namn från Hartford Whalers som Karmanos, Jr. förvärvade istället för Red Wings. 1997 valde Karmanos, Jr. omlokalisera laget till förorten Plymouth och vara Plymouth Whalers. Den 7 januari 2015 meddelade Karmanos, Jr. att han hade som avsikt att sälja Whalers till IMS USA, Inc., amerikanskt dotterbolag till norska IMS A/S som är världsledande på att tillverka vattentäta dörrar och fönster och har kunder inom hela sjöfartsnäringen. IMS USA hade tidigare förvärvat inomhusarenan Dort Federal Credit Union Event Center (ursprungligen Perani Arena and Event Center) i Flint. Inomhusarenan har en publikkapacitet på 4 021 åskådare. Den 2 februari meddelade OHL att man hade sagt ja till att laget omlokaliseras från Plymouth till Flint. Den 16 mars meddelade laget att man kommer heta Flint Firebirds.